# Trofeo Valle d'Aosta 2006
Il III Trofeo Valle d'Aosta si è svolto dal 13 al 17 giugno 2006 a Courmayeur, in Italia. Al torneo hanno partecipato 4 squadre nazionali e la vittoria finale è andata par la terza volta consecutiva al Brasile.

## Squadre partecipanti
- Brasile
- Bulgaria
- Giappone
- Italia

## Fase finale

### Finali 1º e 3º posto
|  | Semifinali | Semifinali | Semifinali |        |         | Finale 1º/2º posto | Finale 1º/2º posto | Finale 1º/2º posto |  |
|  |            |            |            |        |         |                    |                    |                    |  |
|  | Brasile    | Brasile    | 3          |        |         |                    |                    |                    |  |
|  | Brasile    | Brasile    | 3          |        |         |                    |                    |                    |  |
|  | Bulgaria   | Bulgaria   | 0          |        |         |                    |                    |                    |  |
|  | Bulgaria   | Bulgaria   | 0          |        | Brasile | Brasile            | 3                  |                    |  |
|  |            |            |            |        | Brasile | Brasile            | 3                  |                    |  |
|  |            |            | Italia     | Italia | 0       |                    |                    |                    |  |
|  | Italia     | Italia     | Italia     | Italia | 0       | 3                  |                    |                    |  |
|  | Italia     | Italia     |            |        |         | 3                  |                    |                    |  |
|  | Giappone   | Giappone   | 1          |        |         | Finale 3º/4º posto | Finale 3º/4º posto | Finale 3º/4º posto |  |
|  | Giappone   | Giappone   | 1          |        |         |                    |                    |                    |  |
|  |            |            |            |        |         |                    |                    |                    |  |
|  |            |            |            |        |         | Bulgaria           | Bulgaria           | 0                  |  |
|  |            |            |            |        |         | Bulgaria           | Bulgaria           | 0                  |  |
|  |            |            |            |        |         | Giappone           | Giappone           | 3                  |  |

## Podio

### Campione
Formazione: 1 Walewska de Oliveira, 3 Marianne Steinbrecher, 4 Danielle Lins, 7 Hélia de Souza, 8 Valeska Menezes, 9 Fabiana Claudino, 10 Wélissa Gonzaga, 12 Jaqueline de Carvalho, 13 Sheilla de Castro, 14 Fabiana de Oliveira, 15 Arlene Xavier, 17 Renata Colombo, CT: José Roberto Guimarães

### Secondo posto
Formazione: 2 Simona Rinieri, 3 Daniela Ginanneschi, 4 Elisa Cella, 5 Lulama Musti De Gennaro, 6 Valentina Fiorin, 7 Martina Guiggi, 9 Monica Marulli, 10 Stefania Dall'Igna, 12 Veronica Angeloni, 13 Katia Luraschi, 15 Lucia Crisanti, 17 Chiara Arcangeli, CT: Marco Bonitta

### Terzo posto
Formazione: 2 Kana Oyama, 3 Yoshie Takeshita, 4 Megumi Itabashi, 5 Miyuki Takahashi, 7 Makiko Horai, 8 Masayo Eguchi, 9 Sachiko Sgiyama, 10 Modoro Takahashi, 12 Saori Kimura, 14 Shuka Oyama, 15 Mari Ochiai, 16 Akiko Ino, CT: Schoichi Yanagimota

## Classifica finale
| Classifica | Squadre  |
| ---------- | -------- |
|            | Brasile  |
|            | Italia   |
|            | Giappone |
| 4          | Bulgaria |